# Spilogona aerea
Spilogona aerea är en tvåvingeart som först beskrevs av Fallen 1825.  Spilogona aerea ingår i släktet Spilogona och familjen husflugor. Arten är reproducerande i Sverige. Inga underarter finns listade i Catalogue of Life.